# Stiklestad

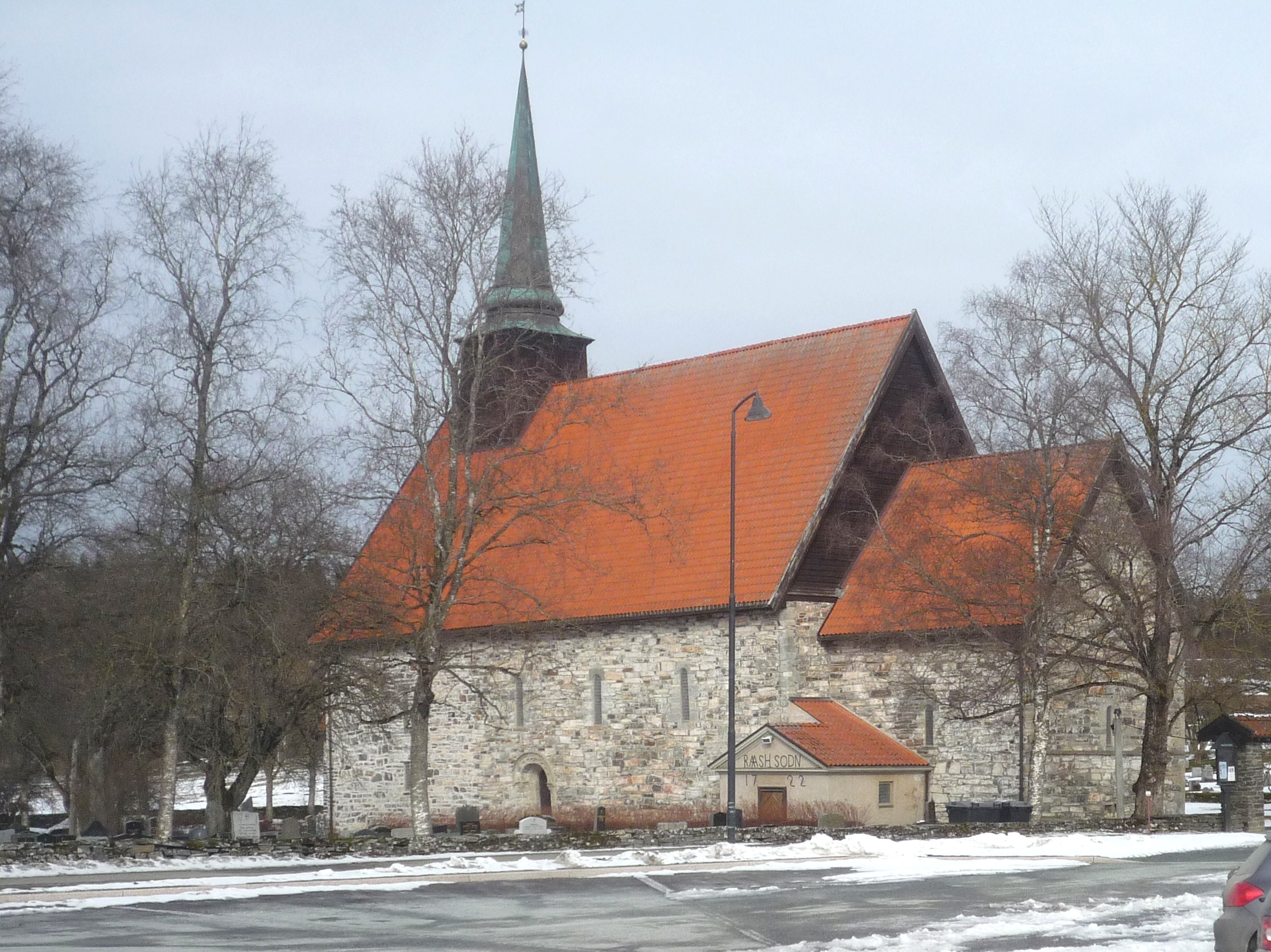
Die alte Kirche von Stiklestad

Stiklestad ist ein Ort in der Kommune Verdal der Provinz Trøndelag im mittleren Norwegen.
Stiklestad ist vor allem durch die Schlacht von Stiklestad bekannt, in der der norwegische Nationalheld Olav der Heilige (Sankt Olav) am 29. Juli 1030 getötet wurde. Dies war ein wichtiger Markstein im Übergang Norwegens zum Christentum. Jährlich wird an die letzten Tage Sankt Olavs mit einem Schauspiel erinnert: Spelet om Heilag Olav (Das Spiel vom heiligen Olav). Dieses Stück wurde zum ersten Mal 1954 aufgeführt.
Stiklestad Nasjonale Kultursenter ist eine tätige Institution, die ein Museum, eine Freilichtbühne und einen historischen Friedhof unterhält. Das zugehörige Kurs- und Konferenzhotel und die Stiklestad-Kirche bieten ebenfalls viele kulturelle Aktivitäten.
Ein Nationaldenkmal wurde 1944 auf dem historischen Grund von Stiklestad von der Nationalsozialistischen Partei in Norwegen Nasjonal Samling errichtet. Das Denkmal wurde vom  Bildhauer Wilhelm Rasmussen geschaffen und der damalige Ministerpräsident Vidkun Quisling hat es eingeweiht. Nach dem Ende der deutschen Besetzung im Mai 1945 und dem Verbot der Nasjonal Samling wurde das Denkmal entfernt.